# Paul Mühsam
Paul Mühsam (geboren 17. Juli 1876 in Brandenburg an der Havel; gestorben 11. März 1960 in Jerusalem) war ein Jurist, Übersetzer und Schriftsteller. 

## Leben
Paul Mühsam wuchs in Chemnitz und Zittau auf, wo seine Eltern ein kleines Schuhgeschäft betrieben. Er besuchte das Humanistische Gymnasium in Chemnitz und studierte in Freiburg, München und Berlin Jura. Im Oktober 1899 bestand er sein Examen. Im Jahre 1900 promovierte er zum Dr. iur. und ließ sich im Jahre 1905 in Görlitz nieder. Im Februar 1909 eröffnete er in Dresden seine eigene Kanzlei.
Mühsam arbeitete während des Ersten Weltkrieges in Berlin beim Roten Kreuz. Er kehrte Ende 1918 nach Görlitz zurück und begann Bücher über die Zustände der Bevölkerung zu schreiben. 1920 wurde Paul Mühsam als Notar vereidigt, und im März 1930 trat er in die internationale Künstlervereinigung „Porza“ ein. Dort arbeitete er von 1932 bis 1933 als Übersetzer verschiedener Bücher.
Am 6. September 1933 wanderten er und seine Frau Irma wegen Entzuges der Anwaltslizenz und der Verbrennung seiner Bücher nach Palästina aus. Paul Mühsam gilt als der erste jüdische Auswanderer aus Görlitz. Im Dezember 1938 nahm er die palästinensische Staatsbürgerschaft an. Ihm gelang es nicht, Hebräisch zu lernen und seine Zulassung als Rechtsanwalt zurückzuerhalten.
In Palästina entstanden drei Bände Lebenserinnerungen sowie ein Gedichtband, der in Erinnerung an seine Frau entstand, die am 19. September 1946 verstorben war. Im August 1948 siedelte er nach Jerusalem über und ergänzte die seit der Auswanderung nicht weitergeführten Lebenserinnerungen. Im November 1955 beendete er deren letzten Band.
Er schrieb bis an sein Lebensende auf Deutsch. Schriftsteller wie Stefan Zweig oder Shalom Ben-Chorin schätzten sein Werk hoch ein, nicht zuletzt, weil er zentrale Fragestellungen zur jüdisch-christlichen Verständigung formulierte.
Ab dem 28. Juli 1909 war er mit Irma Kaufmann verheiratet. Sie hatten drei Töchter: Else (1910–2004), Charlotte Antonie (* 1912) und Hilde (* 1918). Paul Mühsam war ein Cousin des Schriftstellers Erich Mühsam.

## Ehrungen
- In Görlitz ist seit 1990 eine Straße nach Paul Mühsam benannt.

## Hauptwerke
- Gespräche mit Gott. 1919.
- Der ewige Jude. 1924.
- Der Sinn des Lebens. 1926.
- Verteidigungsrede des Sokrates. 1931.
- Sonette an den Tod. 1949.
- Ich bin ein Mensch gewesen. Erinnerungen. Abgeschlossen 1956.
  - Auszug, in: Monika Richarz (Hrsg.): Jüdisches Leben in Deutschland. Band 2: Selbstzeugnisse zur Sozialgeschichte im Kaiserreich. DVA, Stuttgart 1979, S. 357–364
- Mein Weg zu mir. 1978.
- Werkauswahl: Seit der Schöpfung wurde gehämmert an Deinem Haus. Hrsg. von Else Levi-Mühsam. 1970.